# 翼突吻鱈
翼突吻鱈，為輻鰭魚綱鱈形目鼠尾鱈科的其中一種，分布於中西大西洋美國東岸外海至墨西哥灣東部海域，深度1035-1116公尺，體長可達26.5公分，屬深海底棲性魚類，棲息在底層水域，生活習性不明。

## 扩展阅读
維基物種上的相關：翼突吻鱈